# Carmen (1918)
Carmen is een Duitse dramafilm uit 1918 onder regie van Ernst Lubitsch.

## Verhaal
De Spaanse cavalerist Don José wordt verliefd op het zigeunermeisje Carmen. Hun liefde loopt echter fataal af.

## Rolverdeling
| Acteur              | Personage            |
| ------------------- | -------------------- |
| Pola Negri          | Carmen               |
| Harry Liedtke       | Don José Navarro     |
| Leopold von Ledebur | Escamillo            |
| Grete Diercks       | Dolores              |
| Paul Biensfeldt     | Garcia               |
| Paul Conradi        | Don Cairo            |
| Max Kronert         | Remendato            |
| Margarete Kupfer    | Huisbazin van Carmen |
| Sophie Pagay        | Moeder van Don José  |
| Magnus Stifter      | Luitenant Esteban    |
| Heinrich Peer       | Engelse officier     |
| Wilhelm Diegelmann  | Gevangenisbewaker    |